# Stjepan grad

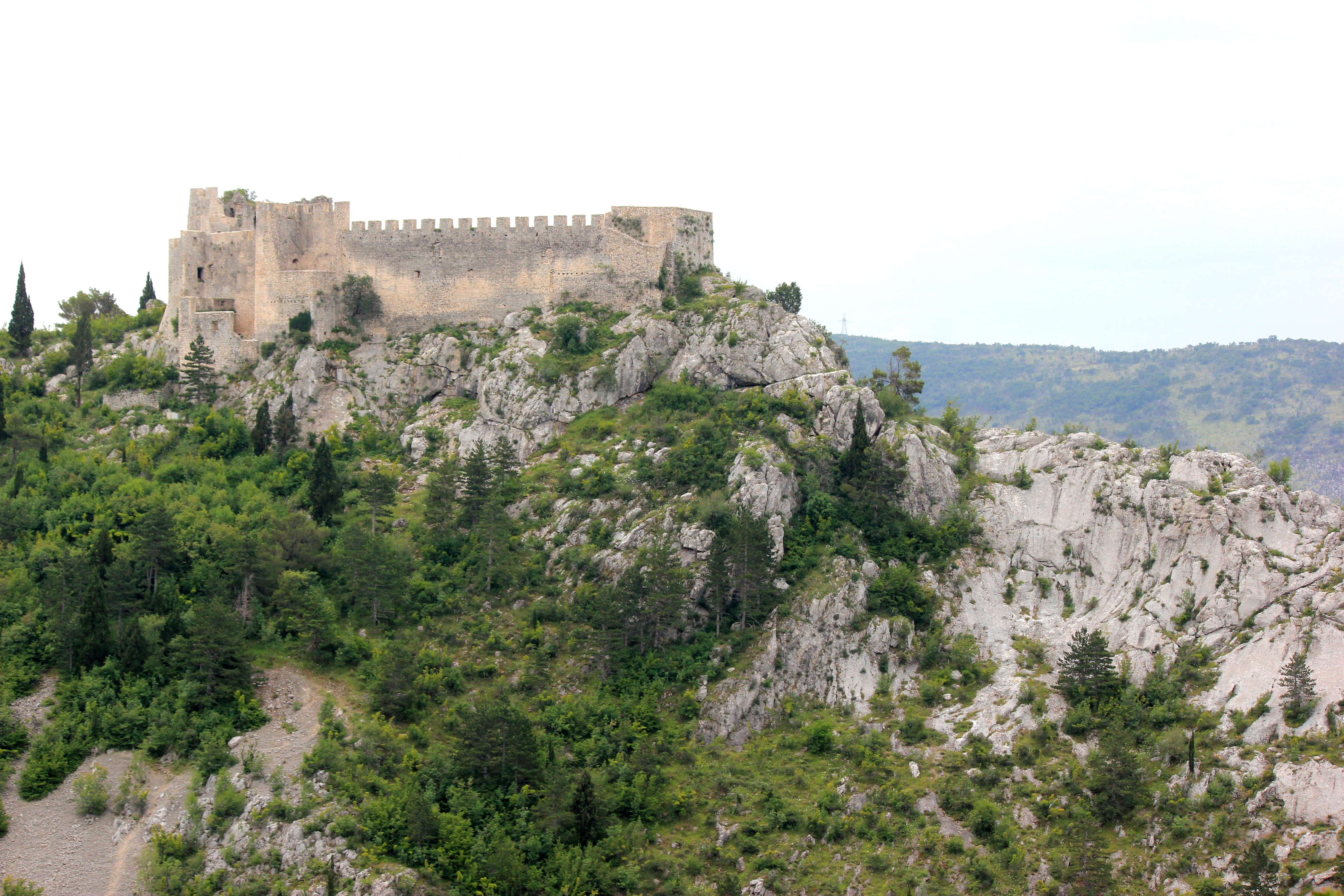
Pohled na hrad.

Stjepan grad (v srbské cyrilici Стјепан град) je pevnost u obce Blagaj v jižní části Bosny a Hercegoviny. Podle ní bývá také občas označování. Jedná se o rozvalinu původní nejspíše ještě předřímské pevnosti, kterou postavili Ilyrové. Podle archeologických nálezů byla pevnost osídlená nejspíše až do roku 1835.
První konzervátorské práce byly v pevnosti uskutečněny v letech 1910 až 1914, archeologický průzkum byl proveden Zemským muzeem Bosny a Hercegoviny v roce 1965. Prozkoumána byla nicméně jen třetina původního objektu.
Pevnost je pro návštěvníky přístupná z města Blagaj po 900 m dlouhé pěšině.